# Kobylin
Kobylin (germană 1943-45 Koppelstädt) este un oraș în Polonia.